# Distúrbio de atraso crônico
Distúrbio de Atraso Crônico é um distúrbio psicológico que atinge alguns seres humanos. Pessoas que sofrem deste distúrbio tendem a subestimar o tempo que levam para finalizar uma tarefa, o que acaba fazendo-as se atrasarem para atividades rotineiras.
Especialistas afirmam que este distúrbio é causado pela mesma parte do cérebro afetada por aqueles que sofrem com o Transtorno do Déficit de Atenção (TDAH), por isso elas não conseguem avaliar corretamente o tempo que vão levar para executar suas atividades.